# Fagottist
En fagottist er en person, hvis profession det er at spille fagot. Betegnelsen fagotspiller anvendes også sporadisk, men er ikke godkendt af Retskrivningsordbogen.
Den mest udbredte genre for fagottister er klassisk musik, men også inden for jazzen findes der fagottister.